# Greatest Hits II (Queen-Album)
Greatest Hits II ist das dritte Kompilationsalbum der britischen Rockgruppe Queen und wurde im Oktober 1991 veröffentlicht.

## Hintergrund
Als Fortsetzung von Greatest Hits enthält Greatest Hits II Queen-Singles, die zwischen 1981 und 1991 erschienen sind. Von den wie bei der ersten Kompilation insgesamt 17 Stücken stammen jeweils vier Lieder aus den Alben The Works (1984), A Kind of Magic (1986), The Miracle (1989) und Innuendo (1991). Das Album Hot Space (1982) ist nur mit einer Single-Auskopplung vertreten, da Body Language und Las Palabras de Amor nicht berücksichtigt wurden. Parallel zur Veröffentlichung von Greatest Hits II erschien das auch auf dieser Kompilation enthaltene Stück The Show Must Go On als Single.
Weniger als vier Wochen nach Erscheinen des Albums starb Queen-Sänger Freddie Mercury an den Folgen seiner AIDS-Erkrankung.
Greatest Hits II wurde später zusammen mit den beiden anderen Hits-Kompilationen von Queen auch als Boxsets veröffentlicht: Greatest Hits I & II erschien 1994, The Platinum Collection im Jahr 2000. 2011 wurden das Boxset und separat die drei einzelnen Alben daraus als digital remasterte Version veröffentlicht.
Eine Sonderstellung nehmen die Vereinigten Staaten ein. Hollywood Records hatte 1991 den gesamten Queen-Katalog neu auf CD herausgebracht; Greatest Hits II wurde nicht veröffentlicht. Stattdessen erschien im März 1992 als Äquivalent eine Kompilation unter dem Titel Classic Queen, die hinsichtlich Design und Lieder-Zusammenstellung an Greatest Hits II angelehnt ist, aber auch einige ältere Stücke aus den siebziger Jahren enthält.
Das Artwork beider Alben stammt von Richard Gray. Die Texte im Begleitheft zu den einzelnen Stücken schrieb Jim Jenkins; Jacky Gunn verfasste zusätzlich einige Texte für die CD Classic Queen.

## Titelliste

### Greatest Hits II
1. A Kind of Magic (Taylor) – 4:22 → Album A Kind of Magic, 1986
2. Under Pressure (Queen/Bowie) – 3:56, Single, 1981 → Album Hot Space, 1982
3. Radio Ga Ga (Taylor) – 5:43 → Album The Works, 1984
4. I Want It All (Queen) – 4:01, Single-Version → Album The Miracle, 1989
5. I Want to Break Free (Deacon) – 4:18, Single-Version → Album The Works, 1984
6. Innuendo (Queen) – 6:27 → Album Innuendo, 1991
7. It’s a Hard Life (Mercury) – 4:09 → Album The Works, 1984
8. Breakthru (Queen) – 4:09 → Album The Miracle, 1989
9. Who Wants to Live Forever – (May) 4:57 → Album A Kind of Magic, 1986
10. Headlong (Queen) – 4:33 → Album Innuendo, 1991
11. The Miracle (Queen) – 4:54 → Album The Miracle, 1989
12. I’m Going Slightly Mad (Queen) – 4:07 → Album Innuendo, 1991
13. The Invisible Man – (Queen) 3:58 → Album The Miracle, 1989
14. Hammer to Fall (May) – 3:40, Single-Version → Album The Works, 1984
15. Friends Will Be Friends (Mercury/Deacon) – 4:08 → Album A Kind of Magic, 1986
16. The Show Must Go On (Queen) – 4:23 → Album Innuendo, 1991
17. One Vision (Queen) – 4:02, Single-Version, 1985 → Album A Kind of Magic, 1986

Zahlreiche Titel wurden auf der CD-Ausgabe gekürzt. („Tracks edited by David Richards for CD.“) Neben einigen Kürzungen von wenigen Sekunden wurden bei den Titeln I Want It All, Who Wants To Live Forever, Hammer To Fall und One Vision komplette Passagen entfernt, teilweise wurden Single-Versionen verwendet. Der stärkste Schnitt wurde bei One Vision gemacht, wo im Vergleich zur Studiofassung im Intro und Outro insgesamt 1:09 Minuten entfernt wurden.

### Classic Queen
1. A Kind of Magic (Taylor) – 4:25
2. Bohemian Rhapsody (Mercury, 1975) – 5:55
3. Under Pressure (Queen/Bowie) – 4:03, Remix
4. Hammer to Fall (May) – 3:40, Single-Version
5. Stone Cold Crazy (Queen, 1974) – 2:15
6. One Year of Love (Deacon, 1986) – 4:28
7. Radio Ga Ga (Taylor) – 5:48
8. I’m Going Slightly Mad (Queen) – 4:23
9. I Want It All (Queen) – 4:01, Single-Version
10. Tie Your Mother Down (May, 1976) – 3:45, Single-Version
11. The Miracle (Queen) – 4:24, Edit
12. These Are the Days of Our Lives (Queen, 1991) – 4:14
13. One Vision (Queen) – 04:38, Edit
14. Keep Yourself Alive (May, 1973) – 3:45
15. Headlong (Queen) – 4:39
16. Who Wants to Live Forever (May) – 5:15
17. The Show Must Go On (Queen) – 4:33

Die im Begleitheft nicht als Remix gekennzeichnete Version von Under Pressure und die gekürzten Fassungen von The Miracle und One Vision wurden ausschließlich auf diesem Album veröffentlicht.

## Kommerzieller Erfolg

### Chartplatzierungen
Greates Hits II avancierte zum weltweiten Nummer-eins-Album, darunter in Großbritannien, Neuseeland, den Niederlanden, Österreich, der Schweiz und Spanien.
| ChartsChartplatzierungen       | Höchstplatzierung | Wochen |
| ------------------------------ | ----------------- | ------ |
| Deutschland (GfK)              | 2 (141 Wo.)       | 141    |
| Österreich (Ö3)                | 1 (70 Wo.)        | 70     |
| Schweiz (IFPI)                 | 1 (73 Wo.)        | 73     |
| Vereinigte Staaten (Billboard) | 11 (381 Wo.)      | 381    |
| Vereinigtes Königreich (OCC)   | 1 (164 Wo.)       | 164    |

| ChartsChartplatzierungen       | Höchstplatzierung | Wochen |
| ------------------------------ | ----------------- | ------ |
| Vereinigte Staaten (Billboard) | 4 (68 Wo.)        | 68     |

| ChartsJahrescharts (1992) | Platzierung |
| ------------------------- | ----------- |
| Deutschland (GfK)         | 8           |
| Österreich (Ö3)           | 2           |
| Schweiz (IFPI)            | 1           |

| ChartsJahrescharts (1993) | Platzierung |
| ------------------------- | ----------- |
| Deutschland (GfK)         | 38          |

### Auszeichnungen für Musikverkäufe
Greatest Hits II erhielt weltweit drei Mal Gold, 70 Mal Platin sowie zwei Diamantene Schallplatten für über 11,3 Millionen verkaufte Einheiten. Quellen zufolge soll es sich über 16 Millionen Mal verkauft haben. Damit ist es nach Greatest Hits (1981, 31 Millionen) und Made in Heaven (1995, 20 Millionen) die drittmeistverkaufte Veröffentlichung der Band. Den Schallplattenauszeichnungen zufolge verkaufte sich Greatest Hits II alleine im Vereinigten Königreich über 3,9 Millionen Mal, womit es mit einer 13-fachen Platin-Schallplatte ausgezeichnet wurde. In Deutschland avancierte es mit 2,25 Millionen verkauften Einheiten zum kommerziell erfolgreichsten Tonträger Queens. Das Album zählt damit zu den meistverkauften Musikalben des Landes.
Greatest Hits II

| Land/Region                  | Auszeichnungen für Musikverkäufe (Land/Region, Auszeichnung, Verkäufe) | Verkäufe    |
| ---------------------------- | ---------------------------------------------------------------------- | ----------- |
| Argentinien (CAPIF)          | Diamant                                                                | 500.000     |
| Australien (ARIA)            | 8× Platin                                                              | 560.000     |
| Brasilien (PMB)              | 2× Platin                                                              | 500.000     |
| Dänemark (IFPI)              | Gold                                                                   | 10.000      |
| Deutschland (BVMI)           | 9× Gold                                                                | 2.250.000   |
| Europa (IFPI)                | 4× Platin                                                              | (4.000.000) |
| Finnland (IFPI)              | 2× Platin                                                              | 149.622     |
| Frankreich (SNEP)            | Diamant                                                                | 1.000.000   |
| Italien (FIMI)               | Platin                                                                 | 50.000      |
| Kanada (MC)                  | 5× Platin                                                              | 500.000     |
| Mexiko (AMPROFON)            | Platin                                                                 | 250.000     |
| Neuseeland (RMNZ)            | 10× Platin                                                             | 150.000     |
| Niederlande (NVPI)           | 5× Platin                                                              | 500.000     |
| Österreich (IFPI)            | 4× Platin                                                              | 200.000     |
| Polen (ZPAV)                 | Gold                                                                   | 10.000      |
| Portugal (AFP)               | 4× Platin                                                              | 28.000      |
| Schweden (IFPI)              | Platin                                                                 | 100.000     |
| Schweiz (IFPI)               | 5× Platin                                                              | 250.000     |
| Spanien (Promusicae)         | 5× Platin                                                              | 500.000     |
| Vereinigtes Königreich (BPI) | 13× Platin                                                             | 3.900.000   |
| Insgesamt                    | 3× Gold · 74× Platin · 2× Diamant ·                                    | 11.403.622  |

Hauptartikel: Queen (Band)/Auszeichnungen für Musikverkäufe
Classic Queen
Classic Queen verkaufte sich über 3,5 Millionen Mal in Nordamerika, darunter etwa drei Millionen Mal in den Vereinigten Staaten und 500 Tausend Mal in Kanada.
| Land/Region               | Auszeichnungen für Musikverkäufe (Land/Region, Auszeichnung, Verkäufe) | Verkäufe  |
| ------------------------- | ---------------------------------------------------------------------- | --------- |
| Kanada (MC)               | 5× Platin                                                              | 500.000   |
| Vereinigte Staaten (RIAA) | 3× Platin                                                              | 3.000.000 |
| Insgesamt                 | 8× Platin ·                                                            | 3.500.000 |

Hauptartikel: Queen (Band)/Auszeichnungen für Musikverkäufe